# Zahriddin Shokirov
Zahriddin Shokirov (* 21. Oktober 2000) ist ein usbekischer Leichtathlet, der sich auf den Zehnkampf spezialisiert hat.

## Sportliche Laufbahn
Erste internationale Erfahrungen sammelte Zahriddin Shokirov im Jahr 2023, als er bei den Hallenasienmeisterschaften in Astana mit 4968 Punkten den fünften Platz im Siebenkampf belegte. Im Jahr darauf gewann er bei den Hallenasienmeisterschaften in Teheran mit 5353 Punkten die Silbermedaille hinter dem Japaner Yuma Maruyama.
2022 wurde Shokirov usbekischer Meister im Zehnkampf.

## Persönliche Bestleistungen
- Zehnkampf: 6202 Punkte: 18. Juni 2022 in Taschkent
- Siebenkampf (Halle): 5353 Punkte: 19. Februar 2024 in Teheran